# Hàn Ý hầu
Hàn Ý hầu (chữ Hán: 韓懿侯, trị vì 373 TCN - 363 TCN), hay Hàn Cung hầu (韓共侯), Hàn Trang hầu (韓莊侯) là vị vua thứ năm của nước Hàn - chư hầu nhà Chu thời Chiến Quốc trong lịch sử Trung Quốc.
Hàn Ý hầu tên thật là Hàn Nhược Sơn (韓若山), là con trai của Hàn Ai hầu, vua thứ tư của nước Hàn, lên ngôi sau khi cha bị giết. Thời gian lên ngôi của ông, sử sách ghi không thống nhất. Sử ký viết ông lên ngôi năm 370 TCN, Trúc thư kỉ niên thì viết là 374 TCN.

## Trị vì
Vừa cùng nhau chia cắt đất Tấn, Hàn và Ngụy lại nổ ra chiến tranh. Năm 372 TCN, quân Hàn giao tranh với Ngụy ở Mã Lăng bị bại trận. Năm 369 TCN, Hàn Ý hầu cùng Ngụy Huệ vương gặp nhau ở Trạch Dương giảng hòa.
Năm 369 TCN, Ngụy Vũ hầu chết, hai con là Oanh và Hoãn giành ngôi vua Ngụy Hoãn chạy sang nước Triệu. Hàn Ý hầu liên kết cùng Triệu Thành hầu đem quân đánh Ngụy Oanh để đưa Ngụy Hoãn về nước. Liên quân đánh ấp Quỳ cử quân tây tiến công phá An Ấp, đánh bại Ngụy Oanh trong trận Trọc Trạch. Tuy nhiên sau đó giữa Triệu và Hàn nảy sinh bất hoà. Triệu Thành hầu muốn giết Ngụy Oanh rồi đưa công tử Hoãn làm vua, rồi ép cắt đất chia cho Hàn và Triệu nhưng Hàn Ý hầu cho rằng làm thế sẽ bị đàm tiếu là tàn bạo, lấy đất của Ngụy sẽ mang tiếng là tham lam, nhưng Triệu hầu không nghe. Rốt cuộc vì sự bất hòa này, cả Triệu và Hàn đều lui binh. Ngụy Oanh chớp lấy thời cơ phản công, giết Ngụy Hoãn, rồi tự lập làm vua, tức Ngụy Huệ vương.
Hàn Ý hầu cùng Ngụy Huệ vương gặp nhau ở Trạch Dương giảng hòa.
Nhưng chỉ được vài năm, tới năm 365 TCN, Hàn và Ngụy là gây chiến, quân Hàn bại trận ở đất Khoái.
Năm 363 TCN, Hàn Ý hầu lâm bệnh mất. Con ông là Hàn Ly hầu nối ngôi.